# Domenico Siniscalco

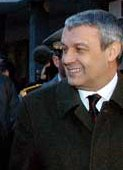
Domenico Siniscalco

Domenico Siniscalco (* 15. Juli 1954 in Turin) ist ein italienischer Wirtschaftswissenschaftler. Er war italienischer Minister für Wirtschaft und Finanzen vom 16. Juli 2004 bis 22. September 2005, in der zweiten und dritten Amtsperiode eines jeweils von Silvio Berlusconi geführten Kabinetts. Seit 2006 ist er stellvertretender Vorsitzender der Investmentbank Morgan Stanley Europe und dort zugleich Leiter des Ressorts Italien.

## Leben
Siniscalco besuchte zunächst das staatliche humanistische Gymnasium „Vittorio Alfieri“ in Turin. An der Universität Turin absolvierte er ein Jurastudium, anschließend erlangte er an der Universität Cambridge den Doktorgrad (Ph.D.) in Wirtschaftswissenschaft.
Von 1990 bis 2006 hatte er eine ordentliche Professur für Wirtschaftspolitik an der Universität Turin inne. Darüber hinaus lehrte er an der privaten Universität LUISS in Rom, an der Universität Cagliari, der Johns Hopkins University in Baltimore (USA) und an der Katholieke Universiteit Leuven (Belgien). Er leitete eine Stiftung und war Berater mehrerer börsennotierter Unternehmen, wie ENI und Telecom Italia. Siniscalco hat über dreißig wissenschaftliche Publikationen zu Themen wie Privatisierung, Umweltökonomie und industrielle Wirtschaft in nationalen und internationalen Fachzeitschriften verfasst, war auch Kolumnist der Wirtschaftszeitung Il Sole 24 Ore. 
Nominiert als Generaldirektor des Finanzministeriums vom Kabinett Berlusconi I, wurde er vom 16. Juli 2004 Minister für Wirtschaft und Finanzen im Kabinett Berlusconi II als Nachfolger des zurückgetretenen Ministers Giulio Tremonti, unter Beibehaltung der Position des Generaldirektors bis zum darauffolgenden Frühjahr. In der nächsten Regierung (Berlusconi III) wurde er zwar erneut in seinem Ministeramt bestätigt, trat aber am 22. September 2005 zurück, da er nicht die Unterstützung der Regierung für seinen Antrag auf Rücktritt von Antonio Fazio von dessen Posten als Gouverneur der Banca d’Italia wegen eines Bestechungsskandals erhielt, sowie wegen Meinungsverschiedenheiten über weitere finanzpolitische Fragen. Er wurde durch seinen Vorgänger Giulio Tremonti ersetzt.
Am 24. April 2006 wurde er Managing Director und Vizepräsident von Morgan Stanley International, zuständig für Europa. Am 1. Dezember 2007 übernahm er bei Morgan Stanley zusätzlich die Leitung des Landesressorts Italien. 